# Kamsing Somluck
Kamsing Somluck, född 16 januari 1973 i Mueang Khon Kaen, Thailand, är en thailändsk boxare som tog OS-guld i fjäderviktsboxning 1996 i Atlanta. I finalen tampades han med bulgaren Serafim Todorov och vann med 8-5.